# Leptoconops lacteipennis
Leptoconops lacteipennis är en tvåvingeart som beskrevs av Jean-Jacques Kieffer 1918. Leptoconops lacteipennis ingår i släktet Leptoconops och familjen svidknott.
Artens utbredningsområde är Tunisien. Inga underarter finns listade i Catalogue of Life.